# ویلیام کار
ویلیام کار (به انگلیسی: William Carr) بازیکن فوتبال زادهٔ ۱۵ نوامبر ۱۸۴۸ اهل کشور انگلستان بود که سابقهٔ بازی در تیم ملی فوتبال انگلستان را در کارنامهٔ خود دارد. وی در تاریخ ۶ مارس ۱۸۷۵ تنها بازی ملی خود را در مقابل تیم ملی فوتبال اسکاتلند انجام داد.